# Gaffelwier
Gaffelwier (Dictyota dichotoma) is een bruinwiersoort uit de familie Dictyotaceae.

## Beschrijving
Het thallus (vorm van de 'plant') van gaffelwier groeit in bosjes en heeft onder water een geelbruine of groenachtige kleur, met een vage blauwachtige irisatie. Het vormt vliezige, afgeplatte, dichotoom vertakkende bladeren tot 25 cm lang en 10 mm breed. Deze bladachtige structuren hebben een netvormige structuur en geen hoofdnerf. De plukjes zijn half rechtopstaand en hebben weinig of geen stengel; ze zijn verankerd aan de zeebodem door rizoïden, filamenteuze uitgroeisels die voedingsstoffen uit hun omgeving kunnen opnemen. De thallus-takken zijn riemachtig, de takken zijn even lang en hebben afgeronde uiteinden. De voortplantingsorganen zijn met het blote oog te zien, omdat ze in groepjes hier en daar aan de oppervlakte van de plant liggen. De groepjes van sporen ontwikkelen zich in ronde of ovale sori onder het oppervlak van het thallus en barsten uiteindelijk door.

## Verspreiding en leefgebied
Gaffelwier heeft een groot verspreidingsgebied en wordt gevonden in zowel de westelijke als oostelijke Atlantische Oceaan van Scandinavië tot Mauritanië in het zuiden, de Middellandse Zee, de Zwarte Zee, de Rode Zee en de Indische Oceaan. In Nederland wordt deze soort alleen 's zomers aangetroffen. Het groeit op rots-substraten in goed verlichte gebieden met weinig beweging van het water, en soms op de bladeren of vaste gronden van andere zeewieren. Het wordt meestal gevonden op diepten tot ongeveer 30 meter, maar kan uitzonderlijk voorkomen tot 80 meter diepte. 